# Goeppertia aemula
Goeppertia aemula é uma espécie de  planta do gênero Goeppertia e da família Marantaceae. 

## Taxonomia
A espécie foi descrita em 2012 por Stella Suárez e Finn Borchsenius. 
Os seguintes sinônimos já foram catalogados:  
- Calathea aemula  Körn.
- Phyllodes aemula  (Körn.) Kuntze

## Forma de vida
É uma espécie terrícola e herbácea. 

## Descrição
Ervas, (0,2-)0,4-0,6 m altura. Lâmina foliar ornamentada ou não, face adaxial verde com banda verde-clara acompanhando a nervura central ou inteiramente verde, face abaxial verde ou verde-amarelada. Brácteas verdes ou alvas, cálice e corola alvos.  

## Conservação
A espécie faz parte da Lista Vermelha das espécies ameaçadas do estado do Espírito Santo, no sudeste do Brasil. A lista foi publicada em 13 de junho de 2005 por intermédio do decreto estadual nº 1.499-R. 

## Distribuição
A espécie é endêmica do Brasil e encontrada nos estados brasileiros de Espírito Santo, Minas Gerais, Paraná, Rio de Janeiro, Santa Catarina e São Paulo. 
A espécie é encontrada no domínio fitogeográfico de Mata Atlântica, em regiões com vegetação de floresta estacional semidecidual e floresta ombrófila pluvial.